# Municipio de Winona (Arkansas)
El municipio de Winona (en inglés: Winona Township) es un municipio ubicado en el condado de Carroll en el estado estadounidense de Arkansas. En el año 2010 tenía una población de 453 habitantes y una densidad poblacional de 7,32 personas por km².

## Geografía
El municipio de Winona se encuentra ubicado en las coordenadas 36°20′40″N 93°41′49″O / 36.34444, -93.69694. Según la Oficina del Censo de los Estados Unidos, el municipio tiene una superficie total de 61.87 km², de la cual 61,87 km² corresponden a tierra firme y (0 %) 0 km² es agua.

## Demografía
Según el censo de 2010, había 453 personas residiendo en el municipio de Winona. La densidad de población era de 7,32 hab./km². De los 453 habitantes, el municipio de Winona estaba compuesto por el 95,58 % blancos, el 0,88 % eran amerindios, el 0,22 % eran asiáticos, el 0,22 % eran de otras razas y el 3,09 % eran de una mezcla de razas. Del total de la población el 1,99 % eran hispanos o latinos de cualquier raza.